# Listă de chimiști români

## A
- Vasile Ababi
- Marius Andruh
- Eugen I. Angelescu
- Boris Arventiev
- Neculai Asandei

## B
- Alexandru T. Balaban
- Mircea Desideriu Banciu
- Nicolae Bîlbă
- Adrian Bîrzu
- Cornel Bodea
- Petru Bogdan
- Emilian Bratu
- Maria Brezeanu

## C
- Constantin Cândea
- Alexandru Cecal
- Radu Cernătescu
- Ecaterina Ciorănescu-Nenițescu
- Eugen Chirnoagă
- Vasile Cocheci
- Neculai Costăchescu

## D
- Negoiță Dănăilă
- Gheorghe Duca

## E
- Lazăr Edeleanu

## L
- Gheorghe Gh. Longinescu

## M
- Constantin Macarovici
- Ilie Matei
- Raul Mihail
- Ștefan Minovici
- Ovidiu Muntean
- Ilie G. Murgulescu
- Ecaterina Merică

## N
- Costin D. Nenițescu
- Ioan Nicolescu

## O
- Anastasie Obregia

## P
- Alexe Popescu

## R
- Radu Ralea
- Gheorghe Aurelian Rădulescu

## S
- Victor Emanuel Sahini
- Teodor Saidel
- Alfons Oscar Saligny
- Hans Adam Schneider
- Eugen Segal
- Ion Alexandru Silberg
- Zeno Virgil Gheorghe Simon
- Bogdan Simionescu
- Cristofor I. Simionescu
- Gheorghe Spacu
- Petru George Spacu
- Gheorghe Claudiu Suciu

## T
- Ion Tănăsescu
- Nicolae Teclu
- Radu Tudose

## Z
- Maria-Magdalena Zaharescu
- Alexandru Zaharia
- Ioan Zugrăvescu